# Рагнахар
Рагнахар (нем. Ragnachar) — вождь франков из рода Меровингов, правивший в конце V века. Родственник Хлодвига I.

## Биография
Наиболее важным источником сведений о Рагнахаре является историческое сочинение Григория Турского «История франков» (Decem Libri Historiarum, 2-я книга), на котором основываются более поздние сообщения.
Рагнахар правил в Камбре, придя к власти с упадком позднеримского правления в Галлии. Будучи одним из многочисленных франкских вождей в этом регионе, он, возможно, пользовался меньшим почётом чем Хлодвиг I, поскольку отец того, король салических франков Хильдерик I, занимал должность римского военного главнокомандующего в Бельгике.
В 486 году Рагнахар поддержал Хлодвига I в военном походе против галло-римлянина Сиагрия. Сиагрий — сын древнеримского магистра армии Эгидия, правивший в Суасоне, одном из последних анклавов павшей Западной Римской империи. Предполагается, что Рагнахар поддержал Хлодвига также потому, что земли Сиагрия граничили с владениями Рагнахара. Вместе Рагнахар и Хлодвиг взяли верх над войском Сиагрия, проигравшему удалось бежать к вестготам. Тем не менее, его вскоре выдали Хлодвигу и казнили.
С поражением Сиагрия баланс сил среди франкских вождей изменился в пользу Хлодвига I. В конечном итоге, Хлодвиг пошёл войной на Рагнахара, хотя хронология событий остаётся неподтверждённой. Вероятно, Хлодвиг приступил к военным операциям в конце периода своего правления, победив алеманнов и вестготов, но до 490 года.
Хлодвиг расправился также с вождями Харарихом и Сигибертом Хромым, хотя последовательность этих событий не известна точно. По сведениям Григория Турского, Рагнахар вёл разгульную жизнь и этим заслужил презрение франков в своём окружении. Хлодвигу I удалось подкупить нескольких человек из свиты Рагнахара, и они позвали Хлодвига на помощь. Потерявший своё войско в битве с Хлодвигом, Рагнахар был схвачен собственными людьми и передан Хлодвигу. Тот держал Рагнахара вместе с братьями Рихаром и Ригномером в Ле-Мане, а затем приказал убить.
Таким образом Хлодвиг I уничтожил всех возможных конкурентов и проложил дорогу к объединению франкских племен в единое государство.